# 宗长青
宗长青（1965年7月—），男，汉族，河南内黄人，中华人民共和国政治人物。经济学硕士研究生学历。曾任济源市市长，中共济源市委书记。

## 生平
1980年代年取得河南大学政治系本科和研究生学位。1986年3月加入中共。1988年9月参加工作。1988年11月，到河南省物价局任职。1996年6月，任河南省价格研究所副所长。1997年10月，任所长。2002年9月，任河南省发展计划委员会政策法规处处长。2003年10月，任河南省人民政府副秘书长。2014年2月，任中共新乡市委副书记。2015年3月，任济源市代市长。2015年4月，任济源市市长。2015年8月，任中共济源市委书记。2016年9月，不再担任中共济源市委书记，转任商务部市场秩序司司长。